# علنج تايواني
علنج تايواني (الاسم العلمي:Alangium taiwanianum) هو نوع من النباتات يتبع جنس العلنج من الفصيلة القرانية.